# Человечность и бумажные шары
«Человечность и бумажные шары» (яп. 人情紙風船: ниндзё ками-фусэн; англ. Humanity and Paper Balloons) — японский чёрно-белый фильм-драма с элементами комедии, поставленный режиссёром Садао Яманакой в 1937 году. Широко расцененный как величайшее достижение режиссёра, к сожалению, был его последним фильмом, и только одним из трёх, что сохранились до сегодняшнего дня. Сценарист Синтаро Мимура обработал для фильма пьесу Мокуами Каватакэ, написанную для Кабуки и известную под кратким названием «Парикмахер Синдза». Сценарист, добавив нового героя — ронина Матадзюро, развил действие в оптимистическом и романтическом духе. Но Яманака изменил настрой фильма на весьма пессимистический, что наверняка было ответом на нагнетание в Японии фашизма. Верный своему стремлению реформировать исторический жанр, Яманака осовременивает персонажей. Так, городской самурай Мори по своим повадкам больше похож на босса якудза. Режиссёр в этом фильме отказывается от романтизации периода Эдо и образа самурая. Здесь не прославляется героизм самураев, не показываются славные сцены боёв на мечах, здесь показаны простые люди, пытающиеся как-то выжить в безжалостном к ним мире. В городе правят преступники, которые работают рука об руку с богатыми торговцами и нечестными чиновниками. Самураи высокомерны и эгоистичны. Жадность, похоть и алкоголь доминируют в столице. Самые благородные персонажи, такие как жена обнищавшего самурая (название фильма относится к тому, что она изготавливает бумажные шарики), переживают худшее время. И когда некоторые персонажи пытаются бороться с этой коррумпированной системой, они оказываются раздавленными. Фильм начинается и заканчивается самоубийством, что является признанием сокрушительной безнадежности феодального общества, в котором сама человечность столь же хрупка, преходящая и часто упускается из виду, как бумажный шарик.

## Сюжет
Действие фильма происходит в эпоху Эдо (XIX век). История развивается в беднейшем столичном районе, где обнищавшие самураи живут бок о бок с такими же бедными людьми из более низких социальных слоёв.
Фильм начинается с паники. Старый ронин (безработный самурай, лишившийся хозяина) повесился в доме арендодателя. Мы видим, что соседи не сочувствуют умершему, а вместо этого высмеивают его, собравшись на поминках, превратившихся в попойку. Один из подвыпивших вопрошает, — почему самурай не убил себя мечом, как это полагается людям его сословия? Другой отвечает, что у него был только бамбуковый меч, а им не так-то просто вспороть живот.
Мы знакомимся с первым главным героем, парикмахером Синдзой. Он оппортунист, хорошо владеет языком, делает всё возможное в любой ситуации. Синдзо уже давно не работает по специальности, вместо этого он организует тайные азартные игры на территории местного бандита Ятагоро, поэтому бандиты жаждут его крови.
Затем мы видим другого главного героя, ронина Матадзюро Унно, гордого алкоголика, который не может устроиться на работу в эти трудные времена и заложившего свой меч, чтобы прокормить себя и свою жену Отаки. Нежная жена делает дома бумажные шарики для детей, что обеспечивает семью её скудным доходом. На протяжении всего фильма Унно пытается привлечь внимание влиятельного самурая Сандзаэмона Мори, который чем-то обязан его умершему отцу. Но Мори не до былых обязательств. Ему поручено добыть невесту для сына главы своего клана — девушку по имени Окома. Она — дочь хозяина ломбарда Сирокоя. Мори не знает, что Окома поклялась в любви к Тюсити, приказчику Сирокоя. Господин Мори всячески избегает ронина Унно и унижает его. Каждый день Унно уверяет жену, что господин Мори не сегодня-завтра примет его. Это продолжается до тех пор, пока однажды Мори напрямик скажет униженному ронину, что он не хочет от него никаких услуг, оставив Унно без надежды.
Однажды дождливой ночью Синдза импульсивно похищает дочь хозяина ломбарда Окому, пряча её в доме Матадзюро Унно. Так как надменный Мори является заёмщиком денег у хозяина ломбарда Сирокоя и добивается свадьбы похищенной Окомы с главой своего клана, он заинтересован в тихом (без лишнего шума) возвращения невесты. Мори отправляет подручных ему головорезов банды Ятагоро на переговоры к похитителю предложив ему за похищенную выкуп. Некоторое время Синдза наслаждался своей властью, диктуя свои условия и унижая бандита Ятагоро. Вечером местные обитатели устраивают грандиозную пирушку. Матадзюро также принимает участие в гулянке, а тем временем о нём разносятся сплетни, которые доходят до ушей его жены. Дома жена обнаруживает отныне бесполезное рекомендательное письмо и понимает, что положение безнадежно.
Тем временем Гэнсити и его подручные выманивают Синдза на улицу. Парикмахер понимает, что живым не вернется... Матадзюро, придя домой, ложится спать. Жена убивает его ножом, которым резала бумагу для шаров, а потом перерезает горло самой себе. Наутро в квартал являются полицейские...
Когда он ещё был помощником режиссёра, однажды [Акира] Куросава посетил съёмочную площадку, где Садао Яманака снимал «Человечность и бумажные шары» (Ниндзё ками-фусэн, 1937). Это была сцена, где безработный ронин (самурай без хозяина) Матадзюро, которого играет Тодзюро Каварасаки, пытается вручить письмо с просьбой высокопоставленному чиновнику. Чего из этого дня Куросава никогда не мог забыть, так это то, что, несмотря на прекрасную погоду, все просто стояли без дела, всматриваясь в небо. Он узнал, что они ждут, пока облако не надвинется над складом на съёмочной площадке.
...в его прекрасном фильме «Человеческие чувства и бумажные шары» (Ниндзё ками-фусэн, 1937), заложено отрицание героизма во имя философии, которая противопоставляет силу доброте. Эта концентрация шла вразрез с унаследованной художественной традицией и отражала последовательное стремление расшатать старые стереотипы, и, безусловно, столь оригинальное произведение заслуживает признания наличия в нём «мысли», «интеллектуальной нагрузки».
Фильм Человеческие чувства, бумажные шары - последний фильм мастера - не только заполняет белые пятна на карте кино, но является тем драгоценным фрагментом мозаики, который позволяет лучше понять общую картину. Истинные шедевры не нуждаются в сопротивлении времени – они с ним сосуществуют. Несмотря на то, что сюжет принадлежит исторической тематике, фильм оказался злободневным и острым по отношению к окружающей ситуации, связанной с усилением власти государства и насаждением ура-патриотических настроений. Беспощадная реалистичность картин из жизни трущоб Эдо, язвительное отношение к кодексу самурая, беспросветность будущего предопределили недовольство представителей военного сословия авторской позицией режиссера. Ходили слухи, что его намеренно отправили на маньчжурский фронт в целях устранения критически ориентированного художника (...). 
Как известно, многие режиссёры в период империализации общества за счёт мягких семейных сюжетов пытались выразить свою позицию по отношению к происходящему, но мало кто осмеливался нанести звонкую оплеуху официозной пропаганде. Яманака проделал это явно и вызывающе – как безродный цирюльник Синдза, бросивший вызов бандитам и одурачивший их на глазах у соседей.

## В ролях
- Тодзюро Каварасаки — Матадзюро Унно (ронин)
- Канэмон Накамура — Синдза (парикмахер)
- Сидзуэ Каварасаки (в титрах — Сидзуэ Ямагиси) — Отаки, жена Матадзюро Унно
- Сукэдзо Сукэдакая — Тёбэй, хозяин дома
- Сётаро Итикава — Гэнсити Ятагоро
- Дайскэ Като (в титрах — Эндзи Итикава) — Искэ, прихвостень Ятагоро
- Нобору Киритати — Окома, дочь хозяина ломбарда
- Цурудзо Накамура — Гэнко, продавец золотых рыбок
- Косабуро Татибана — Сандзаэмон Мори
- Ко Михаси — Кудзаэмон Сирокоя, хозяин ломбарда
- Кикунодзё Сэгава — Тюсити, приказчик в ломбарде Сирокоя
- Ракусабуро Итикава — Якити
- Сэнсё Итикава — Нагамацу

## Премьеры
- — национальная премьера фильма состоялась 25 апреля 1937 года[6].
- ФРГ — премьера в Западной Германии 27 апреля 1981 года[7].
- — впервые показан в США в августе 1982 года[7].
- — впервые показан российскому зрителю 25 сентября 2008 года в рамках 10-й ретроспективы японского кино в Москве (в Центральном Доме Художника)[8].

## Номинации
Премия журнала «Кинэма Дзюмпо» (1938)
- Номинация на премию за лучший фильм 1937 года, однако по результатам голосования кинолента заняла лишь 7 место.